# Postharmostomum gallinarum
Postharmostomum gallinarum är en plattmaskart. Postharmostomum gallinarum ingår i släktet Postharmostomum och familjen Brachylaimidae. Inga underarter finns listade i Catalogue of Life.